# Helige stora martyren knez Lazars kyrka, Zemun Polje
Helige stora martyren knez Lazars kyrka (serbiska: Храм Светог Великомученика кнеза Лазара/Hram Svetog Velikomučenika kneza Lazara) är en serbisk-ortodox kyrkobyggnad belägen i stadsdelen Zemun Polje i Serbiens huvudstad, Belgrad.
Kyrkan är helgad åt fursten och adelsmannen Lazar Hrebeljanović. Den tillhör Belgrads och Karlovcis ärkebiskopsdöme.

## Historik
Helige stora martyren knez Lazars kyrka byggdes år 1991 av den välkände ärkeprästen Jovan Košević från Zemun. Den uppfördes på en tomt som hade skänkts av ett institut.
Arkitekten bakom kyrkans design är Branko Pešić.

## Inventarier
Inne i kyrkan finns en ikonostas och fresker som målades av Mateja Milićs ateljé. Freskernas utseende är hämtade från klostren Hilandar, Graçanica och patriarkatet i Peja.